# Alan Pascoe
Alan Peter Pascoe (* 11. Oktober 1947 in Portsmouth, England) ist ein ehemaliger britischer Leichtathlet und Olympiateilnehmer.

## Leben
Alan Pascoe ging nach der Schule zur University of London, wo er einen Abschluss in Erziehungswissenschaften machte.
Seine Karriere als Leichtathlet begann er im 110-Meter-Hürdenlauf. Nach den Olympischen Spielen 1972 in München sattelte er auf den 400-Meter-Hürdenlauf um. International gewann er auch Medaillen als Mitglied der britischen 4-mal-400-Meter-Staffel. Er beendete seine Karriere 1978 nach den Commonwealth Games.

## Persönliche Bestleistung
- 110 Meter Hürden: 13,79 s aufgestellt 1972 in Edinburgh
- 400 Meter Hürden: 48,59 s aufgestellt 1975 in Stockholm

## Endkampfplatzierungen

Alan Pascoe (rechts; Startnummer 331) bei den Europameisterschaften 1974 in Rom

### Olympische Spiele
- 1972: Platz 2 über 4 × 400 m in 3:00,46 min (Martin Reynolds, Alan Pascoe, David Hemery, David Jenkins)

### Europameisterschaften
- 1969: Platz 1 über 50 m Hürden in 6,6 s (Europäische Hallenspiele)
- 1969 in Athen: Platz 3 über 110 m Hürden in 13,9 s
- 1971 in Helsinki: Platz 2 über 110 m Hürden in 14,1 s
- 1974 in Rom: Platz 1 über 400 m Hürden in 48,82 s
- 1974: Platz 1 über 4 × 400 m in 3:03,3 min (Glen Cohen, Bill Hartley, Alan Pascoe, David Jenkins)

### Commonwealth Games
- 1974: Platz 1 über 400 m Hürden in 48,83 s
- 1974: Platz 2 über 4 × 400 m in 3:06,66 min (John Wilson, Andy Carter, Bill Hartley, Alan Pascoe)
- 1978: Platz 3 über 400 m Hürden in 50,09 s

Nach seiner Karriere gründete er Alan Pascoe Associates, eine Firma für Veranstaltungen und Sportvermarktung, die er in den 1990er Jahren verkaufte. 1975 wurde Pascoe mit dem Orden Member of the Order of the British Empire (MBE) geehrt.